# Палаццо Массимо-алле-Колонне
Палаццо Массимо-алле-Колонне (итал. Palazzo Massimo alle Colonne) — дворец в центре Рима, расположен по улице Витторио Эмануэле II, № 141. Памятник архитектуры маньеризма, созданный в 1532—1536 годах архитектором Бальдассаре Перуцци. Это последнее крупное произведение выдающегося мастера.
Назван по фамилии знатной итальянской семьи Массимо (в собственности которой до настоящего времени находится дворец). Род владеет этой территорией с XV века. В конце I в. н. э. на этом месте близ Стадиона императора Домициана (теперь пьяцца Навона) находился одеон Домициана — театр полуциркульного плана. На его руинах и построен дворец. План Одеона определил эффектный изгиб улицы и главного фасада палаццо.
Задний фасад дворца выходит в маленький дворик, в центре которого установлена одинокая колонна, уцелевшая от древнеримского Одеона. Считается, что именно от неё происходит название дворца. Стены фасада расписаны гризайлью учениками Даниеле да Вольтерры (1523).
Бальдассаре Перуцци, перестраивая средневековое здание и оформляя изогнутый фасад нового Палаццо, остроумно встроил в нижний этаж заглублённый портал-лоджию с неравномерно поставленными колоннами. Б. Р. Виппер, атрибутируя здание в качестве памятника раннего маньеризма, подчеркнул необычную для классической архитектуры утяжелённую верхнюю часть фасада и облегчённую проёмами нижнюю, пропорции оконных проёмов верхних этажей, аритмичность колонн и «графический руст». Однако самое замечательное — двор (кортиле) дворца, выдающееся произведение Перуцци (закрытое для посетителей). Архитектор оформил двор двухъярусной лоджией с колоннами римско-дорического и ионического ордера и необычной формы оконными проёмами. В центре двора — фонтан, из-за которого кортиле называют нимфеем. Этот дворик стал классикой римской архитектуры. Интерьеры дворца украшают росписи учеников Рафаэля Джулио Романо, Перино дель Ваги, Джованни да Удине и Даниеле да Вольтерры.
Семейству Массимо принадлежали в Риме ещё два дворца. Один из них, палаццо Массимо-алле-Терме, находится недалеко от руин древнеримских терм императора Диоклетиана. Здание перестроено из старого дворца папы Сикста V в 1883—1887 годах архитектором Камилло Пиструччи и представляет собой искусную стилизацию под классическое палаццо эпохи Возрождения. 
В 1981—1995 годах здание реконструировали под часть экспозиции Национального Римского музея в термах Диоклетиана (другие экспозиции музея расположены в термах Диоклетиана и в Палаццо Альтемпс). Новый музей объединил шедевры античной скульптуры, фрагменты мозаик и росписей из прежних собраний кардинала Людовизи, коллекций виллы Фарнезина, виллы Ливии в Прима-Порта, другие археологические находки.